# 山口聡 (実業家)
山口 聡（やまぐち さとし、1960年12月29日 - ）は、日本の技術者、実業家。カゴメ代表取締役社長 。

## 人物・経歴
静岡県浜松市出身。静岡県立浜松北高等学校を経て、1983年東北大学農学部食糧化学科卒業、カゴメ入社。技術系で、品質管理や商品設計に携わり、2003年には業務用ビジネスユニット部長に就任。2010年執行役員業務用事業本部長。
2015年執行役員イノベーション本部長。2018年執行役員野菜事業本部長兼ベジタブル・ソリューソン部長。2019年取締役常務執行役員に昇格。2020年から代表取締役社長を務め、収益力の強化を進めた。趣味はランニングで、東京マラソンに出場するなどした。

## テレビ番組
- 日経スペシャル カンブリア宮殿 トマトの会社から野菜の会社に カゴメ 健康ビジネスの全貌（2022年8月18日、テレビ東京）- カゴメ 社長として出演[8]。